# Ferreira (Valle de Oro)
Ferreira (llamada oficialmente Santa María de Ferreira) es una parroquia y una villa española del municipio de Valle de Oro, en la provincia de Lugo, Galicia.

## Organización territorial
La parroquia está formada por siete entidades de población:
- A Castellana
- A Pena
- Ferreira
- Os Pinos
- Rebuxento

### Despoblados
Despoblados que forman parte de la parroquia:
- Cabezán
- Reirado (O Reirado)

## Demografía

### Parroquia
| Gráfica de evolución demográfica de Ferreira (parroquia) entre 2000 y 2021 |
|                                                                            |
| Datos según el nomenclátor publicado por el INE.                           |

### Villa
| Gráfica de evolución demográfica de Ferreira (villa) entre 2000 y 2021 |
|                                                                        |
| Datos según el nomenclátor publicado por el INE.                       |